# Prospalta leucospila
Prospalta leucospila är en fjärilsart som beskrevs av Walker 1857. Prospalta leucospila ingår i släktet Prospalta och familjen nattflyn. Inga underarter finns listade i Catalogue of Life.